# Pezon (famiglia)

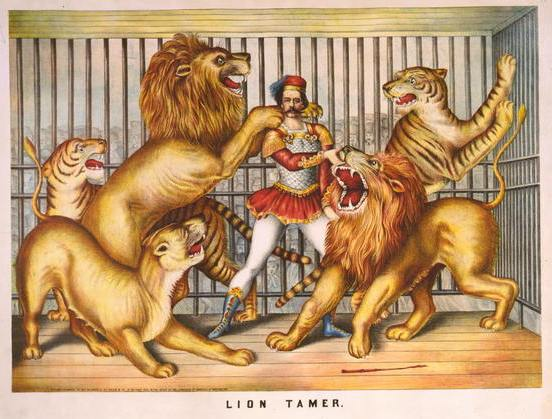
Illustrazione di un domatore di belve feroci

Pezon è una famiglia francese di tradizione circense, che diede origine a varie generazioni di artisti, soprattutto domatori e ammaestratori, che calcarono con successo le scene europee fin dall'inizio dell'Ottocento fino alla metà del Novecento, assurgendo a grande celebrità, soprattutto a partire dall'enorme popolarità riscossa dal suo capostipite Jean.

## Storia

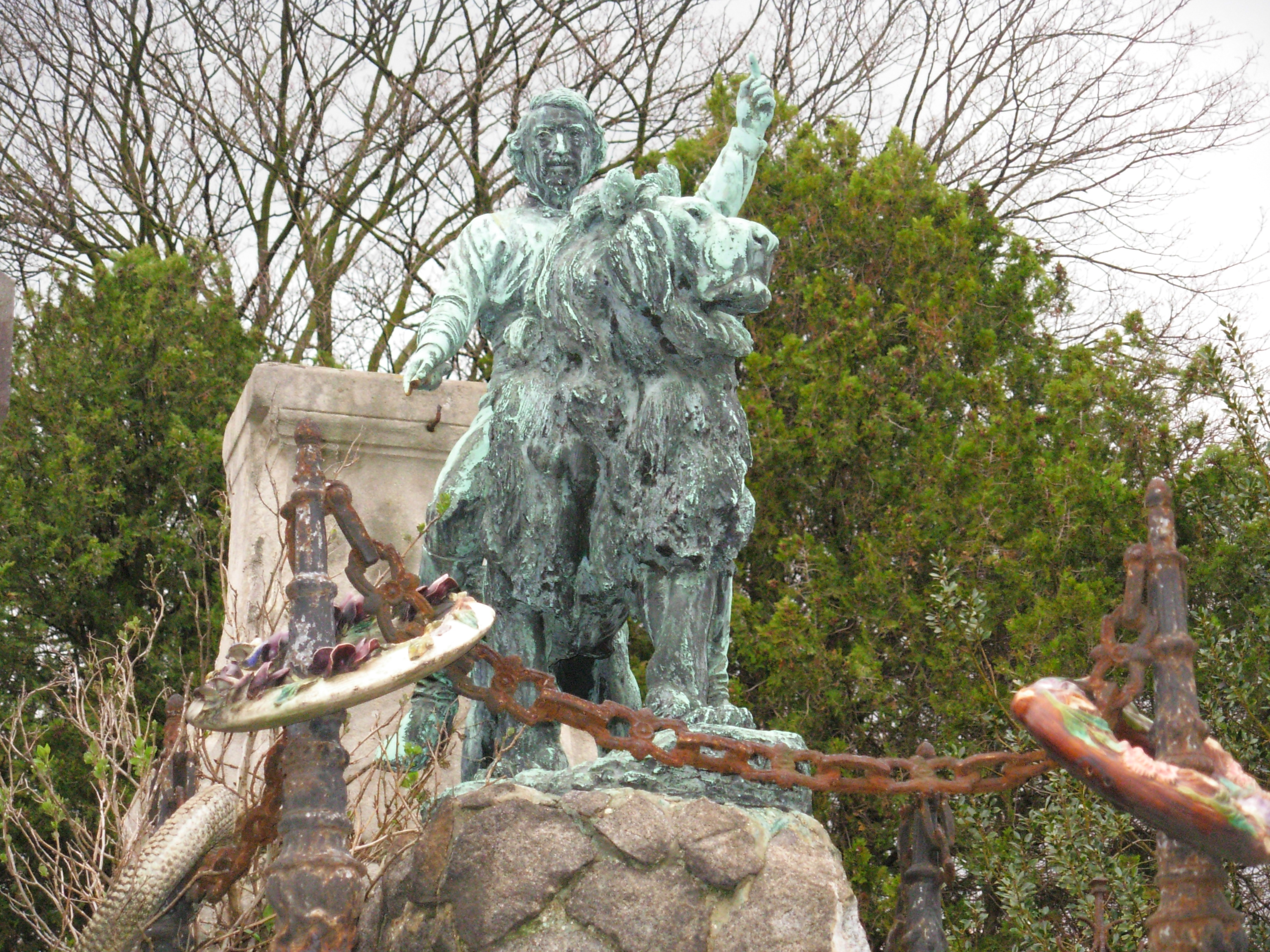
Jean-Baptiste in sella al suo leone Bruto sulla tomba di famiglia Pezon

Il capostipite Jean (Saint-Chély-d'Apcher 1824-1874), si avvicinò alla vita circense seguendo gli insegnamenti di Yorick detto il 'Gran Selvaggio delle Cordigliere' e, una volta acquisita una buona padronanza della disciplina, si dedicò alla carriera di ammaestratore di animali, lupi e in particolare orsi, e non è un caso se il suo soprannome fu proprio  'Jean de l'ours'.
Tra i suoi fratelli si possono menzionare il celebre Jean-Baptiste Pezon (Rimeize 1827–Parigi, 13 novembre 1897), che a Parigi ottenne un grande successo, dove nel 1875 aveva raccolto e ingabbiato un gruppo di leoni che comandava sparando con una pistola.
Inoltre, tra i numerosissimi eredi si distinsero Eugène, ferito mortalmente da un leone a Tolone nel 1885; Edmond (1868-1916), che attirò l'attenzione di molti pittori, tra i quali si ricordano Jean-Léon Gérôme, Gustave Soury e Louis Méténier.
La dinastia circense di domatori e ammaestratori si concluse con Jean jr., che morì tragicamente a La Courneuve durante un'esibizione, nel 1941, ferito a morte da una leonessa.